# هيروماسا توكيأوكا
هيروماسا توكيأُوكا (باليابانية: 時岡 宏昌) (مواليد 22 يونيو 1974)، هو لاعب كرة قدم ياباني سابق كان يلعب كلاعب وسط.

## وصلات خارجية
- هيروماسا توكيأوكا على موقع رابطة كرة القدم اليابانية للمحترفين (اليابانية)
- هيروماسا توكيأوكا على موقع عالم كرة القدم.نت (الإنجليزية)